# Resolución 979 del Consejo de Seguridad de las Naciones Unidas
La resolución 979 del Consejo de Seguridad de las Naciones Unidas, adoptada sin votación el 9 de marzo de 1995, observando con pesar el fallecimiento del juez de la Corte Internacional de Justicia Roberto Ago el 24 de febrero de 1995, el Consejo decidió que en concordancia al Estatuto de la Corte las elecciones para llenar la vacante se efectuarían el 21 de junio de 1995 en una sesión del Consejo de Seguridad y durante la cuadragésimo novena sesión de la Asamblea General.
Ago, un jurista italiano, fue un miembro de la Corte desde 1979. Su período del cargo iba a terminar en febrero de 1997.